# SC Wiener Neustadt
Az SC Wiener Neustadt egy osztrák labdarúgóklub, melynek székhelye Bécsújhely városában található.

## Elnevezései
- 2008–2009: FC Magna

2009. július 1-je óta jelenlegi nevén szerepel.

## Története
Az FC Magna csapatát 2008-ban alapították, és a pénzügyi problémák miatt megszűnő SC Schwanenstadt licencét vette át az osztrák másodvonalban. A csapat első elnökéneka Magna International alapítóját, a kanadai-osztrák kettős állampolgárságú Frank Stronachot választották.
A kék-fehér alakulat első hivatalos bajnoki mérkőzését 2008. július 12-én játszotta a Wacker Innsbruck ellen, melyet 3–0-s arányban veszített el. A szezon hátralévő része végül sokkal több sikert hozott, a Magna szponzorálta bécsújhelyi csapat a tabella első helyén végzett, így az osztrák Bundesligába jutott.
Az 1. Wiener Neustädter SC 2008 telén úgy döntött, hogy egyesül az FC Magna csapatával. Az SC Magna Wiener Neustadt elnevezés hivatalos státuszra 2009. július 1-jén emelkedett.

## Statisztika

### Rekordok
2013. április 6. szerint.
| Mérkőzések | Mérkőzések          | Mérkőzések | Mérkőzések | Mérkőzések |
|            | Név                 | Évek       | Nemzetiség | Meccsek    |
| ---------- | ------------------- | ---------- | ---------- | ---------- |
| 1          | Mario Reiter        | 2008-2012  | Ausztria   | 119        |
| 2          | Tomas Simkovic      | 2008-2012  | Ausztria   | 106        |
| 3          | Wolfgang Klapf      | 2008-2012  | Ausztria   | 104        |
| 3          | Saso Fornezzi       | 2008-2011  | Szlovénia  | 104        |
| 5          | Michael Stanislaw   | 2008-2012  | Ausztria   | 102        |
| 6          | Guido Burgstaller   | 2008-2011  | Ausztria   | 89         |
| 7          | Hannes Aigner       | 2008-2011  | Ausztria   | 88         |
| 8          | Christian Ramsebner | 2009-      | Ausztria   | 84         |
| 9          | Alexander Grünwald  | 2008-2011  | Ausztria   | 83         |
| 10         | Patrick Wolf        | 2009-2011  | Ausztria   | 70         |

| Gólok | Gólok                 | Gólok     | Gólok               | Gólok |
|       | Név                   | Évek      | Nemzetiség          | Gólok |
| ----- | --------------------- | --------- | ------------------- | ----- |
| 1     | Hannes Aigner         | 2008-2011 | Ausztria            | 39    |
| 2     | Sanel Kuljic          | 2008-2010 | Ausztria            | 19    |
| 3     | Tomas Simkovic        | 2008-2012 | Ausztria            | 18    |
| 4     | Mensur Kurtisi        | 2008-2010 | Észak-Macedónia     | 14    |
| 4     | Mirnel Sadovic        | 2009-2011 | Bosznia-Hercegovina | 14    |
| 6     | Guido Burgstaller     | 2008-2011 | Ausztria            | 13    |
| 7     | Alexander Grünwald    | 2008-2011 | Ausztria            | 11    |
| 8     | Mario Reiter          | 2008-2012 | Ausztria            | 10    |
| 8     | Günter Friesenbichler | 2011-     | Ausztria            | 10    |
| 10    | Patrick Wolf          | 2009-2011 | Ausztria            | 8     |

## Külső hivatkozások
- Hivatalos honlap (németül)